# Серетсе, Леньелетсе
Леньелетсе Серетсе (англ. Lenyeletse Seretse; 25 июня 1920 — 3 января 1983) — ботсванский государственный деятель. Вице-президент Ботсваны (1980—1983).

## Биография
Леньелетсе Серетсе родился 25 июня 1920 года в британском протекторате Бечуаналенд. Был активным участником борьбы за независимость Бечуаналенда от Великобритании, вместе со своим двоюродным братом Серетсе Кхамой входил в партию Национальный конгресс Бамангвато (англ. Bamangwato National Congress). После того, как в конце 1940-х годов Кхама, под давлением британских колониальных властей, был вынужден уехать из Бечуаналенда в Лондон, стал председателем Национального конгресса Бамангвато.
В 1959 году стал лидером одного из профсоюзов — Союза протектората Бечуаналенд (англ. Bechuanaland Protectorate Union).
В 1980 году Кхама скончался; пост президента Ботсваны унаследовал вице-президент Кветт Кетумиле Масире. По представлению Масире, желавшего сохранить баланс между государствообразующим народом тсвана и народом бамангвато, доминирующим на севере страны, Серетсе был назначен новым вице-президентом. Он проработал на этом посту три года, скончавшись 3 января 1983 года; на посту вице-президента его сменил Питер Ммуси.